# Belogorskij
Belogorskij (in russo Белогорский?) è una città situata nell'Oblast' di Arcangelo, nella Russia nordoccidentale. La città è il centro amministrativo dell'insediamento rurale Municipal'noe obrazovanie Belogorskoe, che si trova nel distretto Cholmogorskij rajon.